# Condado de DeKalb (Alabama)
El condado de DeKalb es un condado de Alabama, Estados Unidos. Llamado así en honor de Johan DeKalb. Tiene una superficie de 2017 km² y una población de 64 452 habitantes (según el censo de 2000). La sede de condado es Fort Payne.

## Historia
El Condado de DeKalb se fundó el 9 de enero de 1836.

## Geografía
Según la Oficina del Censo de los Estados Unidos el condado tiene un área total de 2017 km², de los cuales 2015 km² son de tierra y 2 km² de agua (0,10%).

### Principales autopistas
- Interestatal 59
- U.S. Route 11
- Ruta Estatal 35
- Ruta Estatal 68
- Ruta Estatal 75

### Condados adyacentes
- Condado de Jackson (Alabama) - norte
- Condado de Dade (Georgia) - noreste
- Condado de Walker (Georgia) - este
- Condado de Chattooga (Georgia) - este
- Condado de Cherokee (Alabama) - sureste
- Condado de Etowah (Alabama) - sur
- Condado de Marshall (Alabama) - oeste

### Ciudades y pueblos
- Collinsville (parcialmente - Parte de Collinsville se encuentra en el Condado de Cherokee)
- Crossville
- Fort Payne
- Fyffe
- Geraldine
- Hammondville
- Henagar
- Ider
- Lakeview
- Mentone
- Pine Ridge
- Powell
- Rainsville
- Sand Rock (parcialmente - Parte de Sand Rock se encuentra en el Condado de Cherokee)
- Shiloh)
- Sylvania
- Valley Head

## Demografía
| Población histórica Año Población ±% 1900 23 558 — 1910 28 261 +20.0 % 1920 34 426 +21.8 % 1930 40 104 +16.5 % 1940 43 075 +7.4 % 1950 45 048 +4.6 % 1960 41 417 −8.1 % 1970 41 981 +1.4 % 1980 53 658 +27.8 % 1990 54 651 +1.9 % 2000 64 452 +17.9 % |           |         |
| Población histórica |           |         |
| Año | Población | ±%      |
| 1900 | 23 558    | —       |
| 1910 | 28 261    | +20.0 % |
| 1920 | 34 426    | +21.8 % |
| 1930 | 40 104    | +16.5 % |
| 1940 | 43 075    | +7.4 %  |
| 1950 | 45 048    | +4.6 %  |
| 1960 | 41 417    | −8.1 %  |
| 1970 | 41 981    | +1.4 %  |
| 1980 | 53 658    | +27.8 % |
| 1990 | 54 651    | +1.9 %  |
| 2000 | 64 452    | +17.9 % |